# Список умерших в 1949 году
В этой статье представлен список известных людей, умерших в 1949 году.
- См. также: Категория:Умершие в 1949 году

## Январь
- 1 января — Михаил Скрементов — Полный кавалер Ордена Славы.
- 3 января — Александр Дранков (62) — русский фотограф, кинооператор, продюсер, один из пионеров российского кинематографа.
- 3 января — Иехуда Карни — израильский поэт.
- 6 января — Виктор Флеминг (59) — американский режиссёр («Унесённые ветром», «Волшебник страны Оз» и др. фильмы).
- 16 января — Павел Беньков (69) — известный советский узбекский живописец.
- 16 января — Василий Дегтярёв (69) — выдающийся советский конструктор стрелкового оружия, Герой Социалистического Труда, генерал-майор, четырежды лауреат Сталинской премии.
- 18 января — Борис Филоненко (24) — Герой Советского Союза.
- 19 января — Юрий Зиновьев — советский военачальник, капитан 1 ранга, Командор Ордена Британской Империи.
- 19 января — Эугениуш Оконь (67) — польский ксёндз, деятель Крестьянской радикальной партии, один из руководителей Тарнобжегской республики и член польского Сейма.
- 19 января — Александр Серафимович (86) — русский советский писатель, лауреат Сталинской премии первой степени (1943).
- 20 января — Михаил Голодный (45) — русский советский поэт.
- 21 января — Александр Трипольский (46) — Герой Советского Союза.
- 27 января — Борис Асафьев (64) — русский советский композитор, музыковед, музыкальный критик, педагог.
- 28 января — Александр Коновалов (73) — крупный российский предприниматель.
- 31 января — Александр Гасин (41) — украинский политический и военный деятель, полковник Украинской повстанческой армии.

## Февраль
- 3 февраля — Олег Соколовский (32) — лётчик-испытатель, капитан.
- 5 февраля — Юозас Таллат-Кялпша (60) — советский и литовский композитор, дирижёр, педагог и музыкально-общественный деятель.
- 11 февраля — Аксель Мунте (91), шведский врач и писатель.
- 17 февраля — Ефим Горохов (61) — Герой Социалистического Труда.
- 18 февраля — Юрий Бур (61) — советский латвийский актёр.
- 20 февраля — Василий Лебедев-Кумач (50) — русский советский поэт («Песня о Родине» («Широка страна моя родная…»), 1936, «Марш весёлых ребят» («Легко на сердце от песни весёлой…»), 1934, «Москва майская» («Утро красит нежным светом стены древнего Кремля…»), 1937, «Священная война» (1941)).
- 28 февраля — Павел Гензель (71) — российский и американский финансист и экономист.

## Март
- 2 марта — Нури Киллигиль (60) — турецкий военачальник, генерал-лейтенант.
- 3 марта — Джесси Кинг (72) — шотландская художница и иллюстратор детской литературы.
- 4 марта — Джордж Лэрнер (74) — британский легкоатлет, двукратный чемпион летних Олимпийских игр 1908.
- 7 марта — Николай Юхотников (42) — Герой Советского Союза.
- 9 марта — Чарльз Беннетт (78) — британский легкоатлет, двукратный чемпион и призёр летних Олимпийских игр 1900.
- 11 марта — Строганов, Сергей Николаевич (1881—1949) — российский и советский ученый, профессор, доктор технических наук, специалист в области санитарной техники и очистки сточных вод.
- 15 марта — Евель Фрид (56) — генерал-майор Советской Армии, Гражданской и Великой Отечественной войн.
- 16 марта — Эва Бенсон (73) — австралийский скульптор.
- 21 марта — Жан Песке (78) — французский живописец, художник, импрессионист польского происхождения.
- 27 марта — Грегори Мэтьюс (72) — австралийский орнитолог-любитель.
- 29 марта — Николай Гамалея (90) — русский и советский врач, микробиолог и эпидемиолог, почётный член АН СССР, академик АМН СССР.
- 31 марта — Константин Добросердов (57) — советский военачальник, генерал-майор.

## Апрель
- 1 апреля —Эвелин Оуэн (33) — конструктор-любитель, разработчик пистолета-пулемёта Оуэна.
- 3 апреля —Николай Авраамов (56) — морской офицер, участник Первой мировой, Гражданской и Великой Отечественной войн.
- 3 апреля — Серафим Вырицкий (82) — российский купец, святой Русской Церкви.
- 6 апреля — Алексей Селиванов (49) — советский военачальник, командир 5-го гвардейского Донского казачьего кавалерийского корпуса, генерал-лейтенант.
- 7 апреля — Михаил Денисенко (49) — советский военный деятель, Генерал-майор. Герой Советского Союза.
- 7 апреля — Дмитрий Пастухов (26) — Герой Советского Союза.
- 12 апреля — Александр Савельев (31) — Герой Советского Союза.
- 14 апреля — Сергей Бегляров (50) — один из первых живописцев Туркмении, заслуженный деятель искусств Туркменской ССР (1939), педагог.
- 14 апреля — Василий Сидор (39) — украинский военный и политический деятель периода Второй мировой войны.
- 17 апреля — Меир Бар-Илан (69) — раввин, один из лидеров религиозного сионизма.
- 18 апреля — Леонард Блумфилд (62) — американский лингвист, профессор, один из основателей дескриптивного направления структурной лингвистики.
- 23 апреля — Мир Касумов (60) — советский политический деятель, председатель Президиума Верховного Совета Азербайджанской ССР (1938—1949).
- 23 апреля — Алексей Крутиков (53) — советский военачальник, участник Великой Отечественной войны.
- 28 апреля — Макс Бокк (64) — политик немецкого меньшинства в Эстонии.
- 30 апреля — Генрих Графтио (79) — русский инженер-энергетик, специалист по электрификации железных дорог, строитель первых гидроэлектростанций в СССР.
- 30 апреля — Николай Сириченко (27) — Герой Советского Союза.

## Май
- 2 мая — Сергей Елагин, младший сержант Рабоче-крестьянской Красной Армии, участник Великой Отечественной войны, Герой Советского Союза.
- 3 мая — Ефим Альтус, советский актёр и режиссёр.
- 4 мая — Сергей Миротворцев (70), русский и советский хирург.
- 6 мая — Станислав Грабский (78) польский экономист, политический и государственный деятель.
- 6 мая — Морис Метерлинк (86), бельгийский поэт, драматург и философ.
- 6 мая — Семен Сибирин (35), участник Великой Отечественной войны, Герой Советского Союза.
- 6 мая — Хаджикуль Чариев (28), участник Великой Отечественной войны и полный кавалер ордена Славы.
- 9 мая — Сергей Абакумов (58), советский языковед, доктор филологических наук, профессор. Член-корреспондент АПН РСФСР (1947).
- 9 мая — Луи II (князь Монако) (78), князь Монако, последний из рода Матиньонов.
- 12 мая — Фёдор Троупянский (74) российский и советский архитектор.
- 15 мая — Михаил Пивоваров (30), участник Великой Отечественной войны, Герой Советского Союза.
- 18 мая — Николай Семашко (74), советский партийный и государственный деятель, нарком здравоохранения (1918—1930).
- 21 мая — Клаус Манн (42), немецкий писатель, старший сын Томаса Манна.
- 23 мая — Семен Колесников, белорусский советский государственный деятель.
- 23 мая — Пётр Русских (27), участник Великой Отечественной войны, Герой Советского Союза.
- 24 мая — Алексей Щусев (75), заслуженный архитектор СССР (1930), академик АН СССР (1943), лауреат четырёх Сталинских премий (1941, 1946, 1948, 1952).
- 28 мая — Дмитрий Белинг (66), известный украинский ихтиолог и гидробиолог.
- 28 мая — Антон Лотоцкий (68), украинский галицкий детский писатель, журналист, издатель, педагог.

## Июнь
- 2 июня — Любовь Хавкина — российский теоретик и организатор библиотечного дела.
- 2 июня — Раду Розетти (72) — румынский военачальник, историк, министр.
- 4 июня — Прокофий Веремко — Герой Социалистического Труда.
- 5 июня — Иван Пятяри (28) — участник Великой Отечественной войны, Герой Советского Союза.
- 9 июня — Мария Чеботарь (39) — австрийская певица (сопрано) молдавского происхождения.
- 10 июня — Карл Вогойн (58) — федеральный канцлер Австрии (1930—1931).
- 10 июня — Сигрид Унсет (67) — норвежская писательница, лауреат Нобелевской премии по литературе (1928).
- 17 июня — Генри Голуэй (89) — британский колониальный и государственный деятель.
- 17 июня — Джанси Кимонко — русский и первый удэгейский писатель. Зачинатель удэгейской литературы.
- 20 июня — Фёдор Оцеп (54) — русский и советский режиссёр, сценарист, работал также в Германии, Франции, Италии, Испании, Канаде и США; сердечный приступ.
- 22 июня — Александр Багрий (58) — литературовед, историк русской и украинской литературы, библиограф.
- 23 июня — Карл Мебагишвили — участник Великой Отечественной войны, Герой Советского Союза.
- 27 июня — Алексей Павлов — старший лейтенант Советской Армии, участник Великой Отечественной войны, Герой Советского Союза.
- 27 июня — Илья Трайнин (62) — советский юрист и общественный деятель.
- 28 июня — Пётр Кривко (62) — советский военачальник, генерал-майор Советской Армии.

## Июль
- 2 июля — Георгий Димитров (67) — деятель болгарского и международного коммунистического движения.
- 8 июля — Антун Саада — ливанский журналист.
- 8 июля — Здислав Эйхлер (66) — польский художник, иллюстратор и график, профессор Академии изящных искусств в Познани.
- 8 июля — Василий Мордин (31) — участник Великой Отечественной войны, Герой Советского Союза.
- 9 июля — Василий Иванов (28) — участник Великой Отечественной войны, Герой Советского Союза.
- 9 июля — Фриц Харт (75) — австралийский композитор, дирижёр и музыкальный педагог британского происхождения.
- 12 июля — Эльза Бернштейн (82) — австрийско-немецкая писательница, драматург и литературный деятель, актриса и хозяйка литературного салона.
- 12 июля — Вольдемар Озолс (64) — российский офицер, латвийский общественный и военный деятель.
- 12 июля — Дуглас Хайд (89) — первый президент Ирландии.
- 13 июля — Борис Даугуветис (64) — советский и литовский актёр, театральный режиссёр, педагог, драматург.
- 16 июля — Андрей Авинов (65) — американский энтомолог русского происхождения, лепидоптеролог, ботаник, художник, искусствовед.
- 16 июля — Вячеслав Иванов (83) — русский поэт-символист, философ, переводчик, драматург, литературный критик, доктор филологических наук, один из идейных вдохновителей «Серебряного века».
- 20 июля — Андрей Ожогин (38) — участник Великой Отечественной войны, Герой Советского Союза.
- 21 июля — Александр Шишкин (32) — участник Великой Отечественной войны, Герой Советского Союза.
- 30 июля — Хенрик Галеен (68) — немецкий кинематографист эпохи немого кино.
- 30 июля — Ефим Жданов (37) — старший лейтенант Советской Армии, участник Великой Отечественной войны, Герой Советского Союза.
- 30 июля — Андрей Крупин (34) — участник Великой Отечественной войны, Герой Советского Союза.

## Август
- 5 августа — Ханс Биттерлих (89) — австрийский скульптор.
- 5 августа — Василий Кошелев — Герой Советского Союза.
- 6 августа — Ширвани Костоев — советский военный лётчик, лейтенант, участник Великой Отечественной войны, Герой Российской Федерации (1995, посмертно); погиб при выполнении воинского долга.
- 8 августа — Иван Поддубный (77) — украинский профессиональный борец, атлет, которого часто называли Иван Железный.
- 8 августа — Хоакин Торрес Гарсия — уругвайский художник.
- 10 августа — Степан Лианозов (76) — российский промышленник, меценат и политический деятель.
- 14 августа — Отто Густав Вехтер (48) — австрийский юрист, деятель НСДАП и СС.
- 14 августа — Казимир Петрусевич (77) — адвокат, деятель российского революционного движения.
- 15 августа — Вида Гольдштейн (80) — австралийский социальный реформатор, суфражистка.
- 16 августа — Николай Давыдов (27) — Герой Советского Союза.
- 16 августа — Маргарет Митчелл (48) — американская писательница, автор романа-бестселлера «Унесённые ветром»; сбита автомобилем 11 августа.
- 17 августа — Борис Смирнов (28) — Герой Советского Союза.
- 24 августа — Павел Коваленко (32) — Герой Советского Союза.
- 27 августа — Касыми Ахметжан (35) — 2-й президент Восточно-Туркестанской Республики, непризнанного государства, существовавшего де-факто на территории будущего Синьцзян-Уйгурского автономного района КНР.
- 31 августа — Геворк Тер-Гаспарян (46) — советский генерал-лейтенант, участник Великой Отечественной войны.

## Сентябрь
- 7 сентября — Арон Кушниров (59) — советский еврейский поэт, прозаик и драматург.
- 7 сентября — Элтон Мейо (68) — американский психолог и социолог.
- 8 сентября — Иосиф Тункель (71) — еврейский писатель-юморист и карикатурист, известный под псевдонимом Дер Тункелер.
- 8 сентября — Рихард Штраус (85) — немецкий композитор.
- 10 сентября — Эмма Выгодская (49) — советская писательница.
- 11 сентября — Дмитрий Дебабов — советский фотограф.
- 11 сентября — Павел Хаустов (66) — советский архитектор, градостроитель.
- 12 сентября — Лев Брандт (48) — писатель.
- 13 сентября — Владимир Малинников (57) — советский военачальник; комбриг.
- 21 сентября — Моше Жерненский (66) — еврейский писатель, переводчик.
- 21 сентября — Борис Каменский — русско-французский скрипач и музыкальный педагог.
- 21 сентября — Василий Синайский (73) — российский и латвийский юрист, историк и поэт.
- 24 сентября — Эдвард Оуэн (62) — британский легкоатлет, призёр летних Олимпийских игр.
- 29 сентября — Пётр Гаталак — галицко-русский общественный и политический деятель, экономист и литератор.
- 30 сентября — Сергей Поздняков (53) — подполковник Советской Армии, участник Великой Отечественной войны, Герой Советского Союза.

## Октябрь
- 1 октября — Никита Будка (72) — блаженный Украинской грекокатолической церкви, епископ, мученик.
- 9 октября — Виктор Успенский (70) — известный русский советский музыкант-этнограф.
- 10 октября — Михаил Кикош (30) — капитан Советской Армии, участник Великой Отечественной войны, Герой Советского Союза.
- 14 октября — Роман Лыско (35) — блаженный Украинской грекокатолической церкви, священник, мученик.
- 14 октября — Юлий Эндека — инженер-конструктор, один из создателей легендарной «Катюши».
- 17 октября — Карл Доктор — австрийский альтист.
- 17 октября — Фёдор Толбухин (55) — Маршал Советского Союза , Герой Советского Союза (посмертно), кавалер ордена «Победа».
- 19 октября — Алексей Андреев (30) — Герой Советского Союза.
- 20 октября — Владимир Лучицкий (72) — украинский геолог и петрограф.
- 23 октября — Степан Дикалов (37) — старший лейтенант Советской Армии, участник Великой Отечественной войны, Герой Советского Союза.
- 23 октября — Шукир Еркинов — Полный кавалер Ордена Славы.
- 24 октября — Ярослав Галан (47) — украинский советский писатель-антифашист, драматург, публицист.
- 27 октября — Борис Добронравов (53) — советский актёр, народный артист СССР.
- 28 октября — Василий Бовт — сержант Рабоче-крестьянской Красной Армии, участник Великой Отечественной войны, Герой Советского Союза.
- 28 октября — Константин Давыдов (31) — Герой Советского Союза.
- 28 октября — Марсель Сердан (33) — французский боксёр алжирского происхождения, чемпион мира по боксу в среднем весе (1948—1949), любовь Эдит Пиаф; авиакатастрофа.
- 29 октября — Георгий Гурджиев (77) — кавказский философ-мистик.

## Ноябрь
- 3 ноября — Соломон Гуггенхайм (88) — американский меценат швейцарского происхождения, основатель Музея современного искусства в Нью-Йорке.
- 5 ноября — Константин Лебедев (39) — Герой Советского Союза.
- 9 ноября — Иван Жига (54) — русский советский писатель, очеркист.
- 11 ноября — Игнатий Стеллецкий (71) — выдающийся российский и советский археолог, историк, исследователь подземной Москвы.
- 14 ноября — Ричард Диксон (83) — британский яхтсмен, чемпион летних Олимпийских игр 1908.
- 14 ноября — Виктор Ильченко (27) — Герой Советского Союза.
- 15 ноября — Натхурам Годзе (39) — активист индийских националистических организаций, убийца Махатмы Ганди; повешен.
- 17 ноября — Алексей Ахманов (52) — советский военачальник, генерал-лейтенант танковых войск. Герой Советского Союза.
- 19 ноября — Юсуп Акаев (27) — Герой Советского Союза.
- 23 ноября — Вадим Комендант (26) — Герой Советского Союза.
- 23 ноября — Александр Усачёв — военный музыкант, майор Советской Армии.
- 25 ноября — Степан Шишкин (43) — Полный кавалер Ордена Славы.
- 28 ноября — Владимир Образцов (75) — российский и советский учёный в области транспорта, дважды лауреат Сталинской премии.

## Декабрь
- 3 декабря — Елин Пелин (72) — болгарский писатель.
- 15 декабря — Алиса Бейли (69) — американский эзотерик и писатель.
- 16 декабря — Алексей Кислицын (35) — Герой Советского Союза.
- 18 декабря — Исидор (Богоявленский) (70) — епископ Русской православной церкви, епископ Таллинский и Эстонский.
- 22 декабря — Захар Гринберг — российский общественный, государственный и партийный деятель, ученый, редактор, публицист, историк, искусствовед.
- 31 декабря — Йозеф Мария Аухенталлер (84) — австрийский живописец, рисовальщик, график, гравёр, иллюстратор, дизайнер, плакатист, фотограф, один из ведущих художников Венского Сецессиона и стиля модерн.
- 31 декабря — Раймонд Валгре (36) — эстонский композитор и музыкант.